# 佳木镇
佳木镇，是中华人民共和国新疆维吾尔自治区阿克苏地区温宿县下辖的一个乡镇级行政单位。

## 行政区划
佳木镇下辖以下地区：
尤喀克佳木村、托万克佳木村、阿热勒巴格村、外合派村、托万克吐曼村、尤喀克曼村、兰干村、都瓦村、喀赞阿斯玛村、喀什艾日克村、喀拉布运村、拉帕村和工业园区社区。